# Lucchini RS
 (avril 2014).
Pour les articles homonymes, voir Lucchini.

Lucchini RS S.p.A. (ex Lucchini Sidermeccanica S.p.A. dont l'acronyme « RS » veut dire Rolling Stock matériel roulant) est une entreprise sidérurgiste italienne, propriété de la famille Lucchini via la holding Sinpar S.p.A.. Cette entité a été séparée en juillet 2007 du reste du Gruppo Lucchini, cédé au groupe russe Severstal.
L'entreprise Lucchini RS est un des principaux spécialistes mondiaux dans la production de composants ferroviaires pour trains, tram et métro, essieux, roues et toutes spécialités en la matière.
Le siège social de la société est installé dans le nord de l'Italie, à Brescia. L'usine principale est implantée à Lovere dans la province de Bergame qui comprend tout le  process intégré de la production de l'acier : aciérie, forge, fonderie, mécanique lourde.
Le groupe possède quatre unités de production à l'étranger :
- Lucchini UK à Manchester au Royaume-Uni,
- Lucchini Sweden à Surahammar en Suède,
- Lucchini Poland à Minsk Mazowiecki en Pologne,
- Lucchini India à Calcutta en Inde,
- Lucchini LBX à Seraing en Belgique.

En 2007, la société Lucchini RS a créé une coentreprise avec la société chinoise Zhibo Transport Equipment pour construire le plus grand centre au monde pour l'entretien et la maintenance des trains à grande vitesse chinois. Le réseau à grande vitesse chinois est le plus long du monde avec plus de 7.500 km (à fin 2010), avec une vitesse d'exploitation qui possède le record du monde avec un train de série le 4 décembre 2010 : 486,1 km/h établi avec le train "CSR Sifang CRH380A" équipé de matériel Lucchini RS.
La filiale « Lucchini India » est une société créée en mai 2010 avec la participation du constructeur local "Bharat Connect Ltd" de la famille indienne Kanoria. Depuis le mois de janvier 2012, avec les nouvelles dispositions légales, Lucchini RS a acquis la totalité du capital social détenu par l'associé ("sponsor") local.
Au mois de décembre 2010, Lucchini RS a raccordé au réseau électrique italien géré par l'ENEL la production d'une centrale solaire photovoltaïque de 1 MWp, qui produit 1,2 million de kWh chaque année. Cette unité photovoltaïque était, lors de son inauguration, la plus importante unité de production d'électricité d'origine solaire d'Italie.
En 2013, Lucchini RS a signé un accord technique avec Italcertifer - société de certification du Groupe ferroviaire italien FS - pour un rôle de fournisseur exclusif en Italie. Dans cette convention, il est également prévu qu'Italcertifer puisse avoir le rôle de fournisseur privilégié à l’étranger et donc la possibilité d'étendre cette collaboration aux sociétés étrangères du groupe Lucchini RS.
En juillet 2014, Lucchini RS a racheté Valdunes Belux.

## Liste des principaux clients
- Trenitalia
- AnsaldoBreda
- Ferrovie Nord Milano
- ATM
- Métro de Rome
- Siemens AG
- Bombardier
- Alstom
- Hitachi
- Stadler Rail
- CSR
- CNR
- Hyundai Rotem
- Pesa
- Danieli SpA
- Fincantieri

## Voir également
- Finsider
- Riva SpA